# Parkeergarage St.-Jan
Parkeergarage St.-Jan is een ondergrondse parkeergarage in Den Bosch. De parkeergarage is grotendeels gebouwd onder de stadsgracht en de stadsmuur aan de zuidkant van de binnenstad. Er is plek voor 1040 auto's verdeeld over drie verdiepingen.

## Geschiedenis
De bouw van de parkeergarage was onderdeel van een project waarin meerdere historische werken in Den Bosch gerestaureerd werden. De werkzaamheden begonnen op 1 mei 2013. De oude stadsgracht was op dit punt eind negentiende eeuw gebruikt als vuilstort. Daarna werd die met aarde bedekt voor een tentoonstelling over stadsgas, het Vonk & Vlamterrein. Bij de aanleg van de Wijk Zuid werd een watergang door het Zuiderpark getrokken, welke uitkwam bij een toren van de stadsmuur. Uiteindelijk werd besloten het oude traject van de stadsgracht gedeeltelijk te herstellen, tot rond het Bastion Baselaar, maar ook te verbreden. De watergang waaronder de parkeergarage zou komen werd leeggepompt en het omringende alsmede het onderliggende terrein werd afgegraven. Daarover werd een betonnen bak gelegd die weer met water werd gevuld.

## Trivia
- Op 22 juli 2015 ontving de parkeergarage de eerste prijs bij de European Standard Parking Award, uitgegeven door de European Parking Association.[2]
- Tijdens de bouw werden er resten van neanderthalers gevonden.[3]

## Galerij

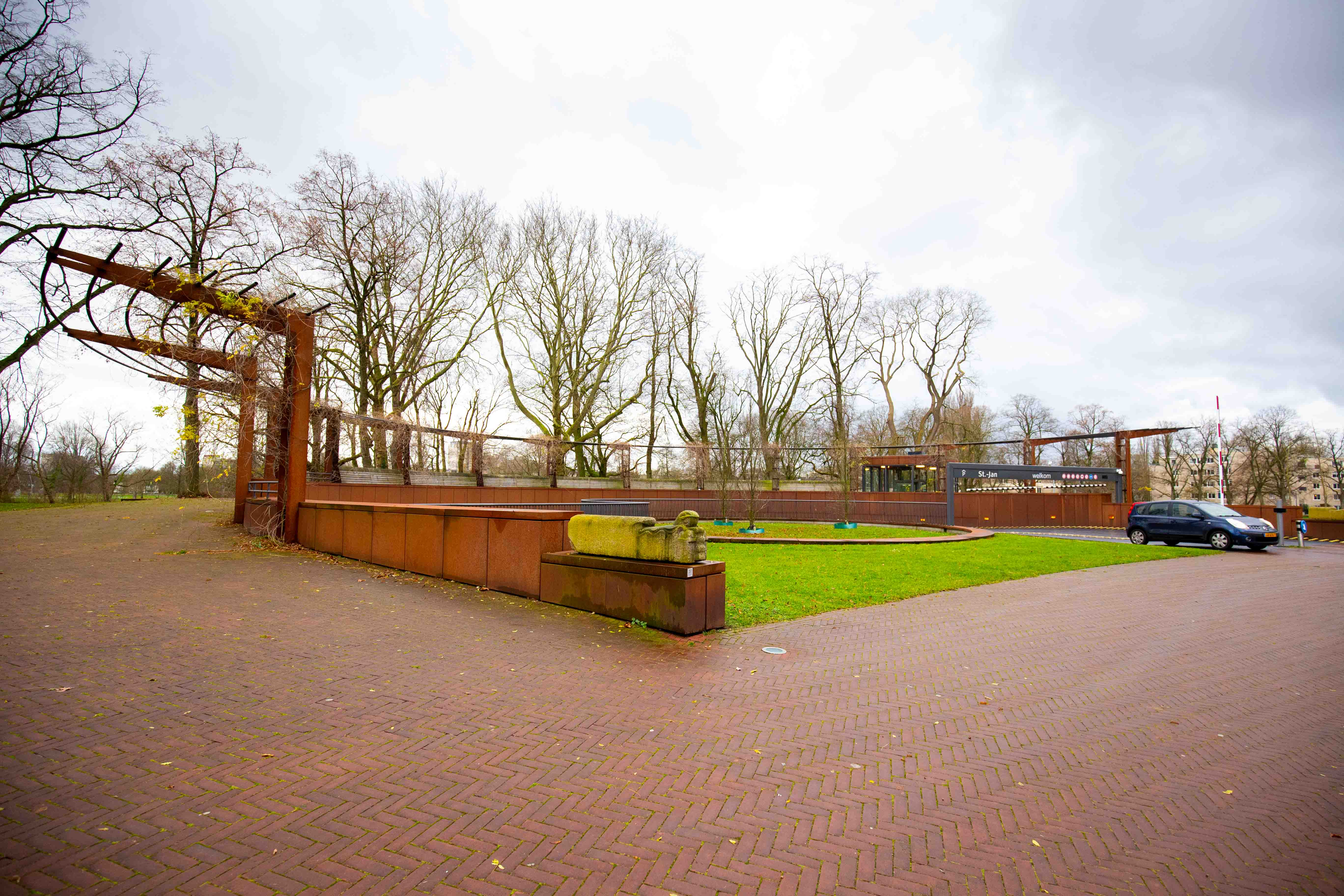
Buitenkant van de parkeergarage aan de Hekellaan. Auto's betreden de garage via een spiraalvormige toegangsweg
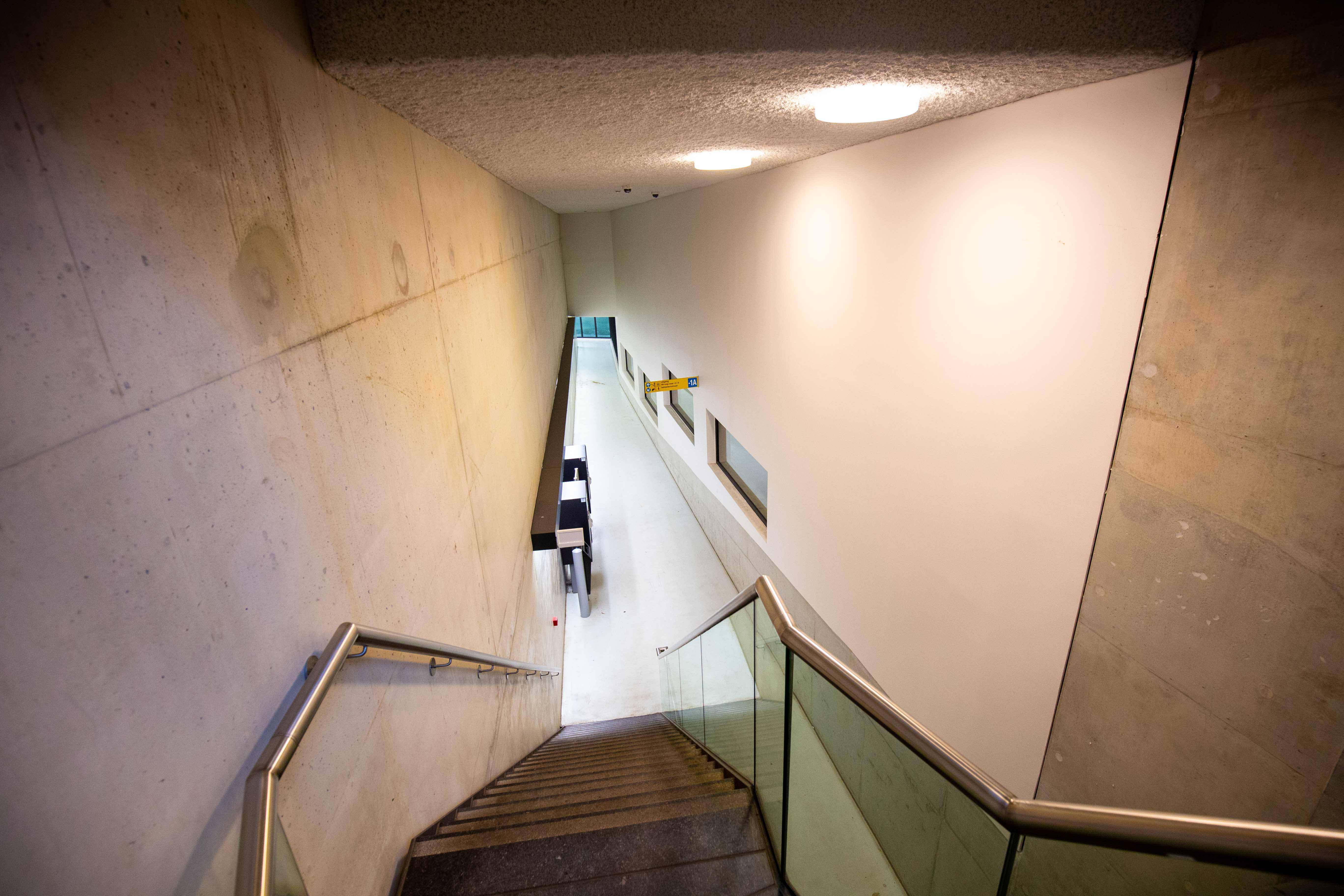
Voetgangerstrap die toegang biedt aan de garage
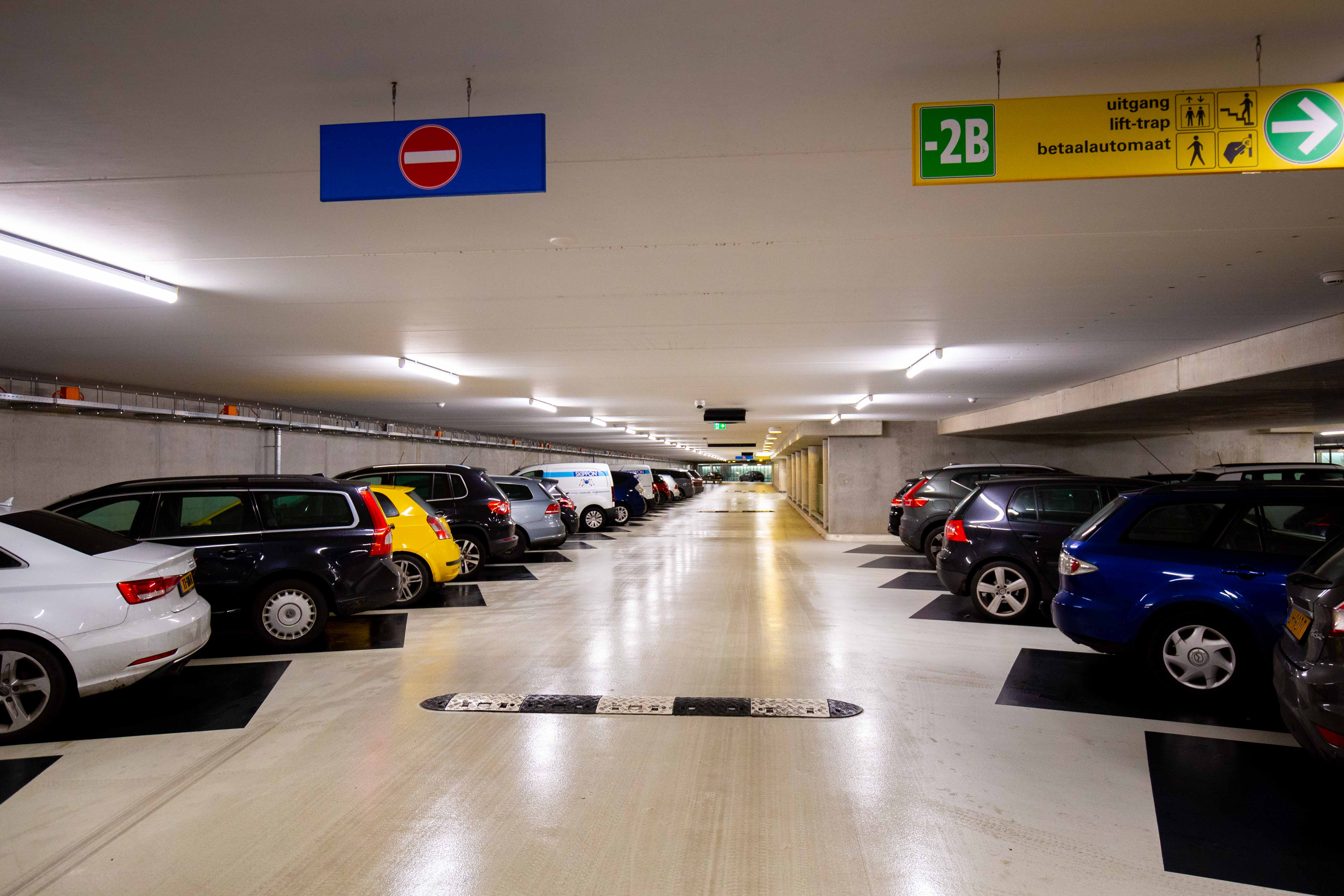
De garage van binnen hier op de tweede parkeerlaag